# Laoac
Laoac è una municipalità di quarta classe delle Filippine, situata nella Provincia di Pangasinan, nella regione di Ilocos.
Laoac è formata da 22 baranggay:
- Anis
- Balligi
- Banuar
- Botique
- Caaringayan
- Cabilaoan West
- Cabulalaan
- Calaoagan
- Calmay
- Casampagaan
- Casanestebanan

- Casantiagoan
- Domingo Alarcio (Cabilaoan East)
- Inmanduyan
- Lebueg
- Maraboc
- Nanbagatan
- Panaga
- Poblacion (Laoac)
- Talogtog
- Turko
- Yatyat